# François Patrizi
Ne doit pas être confondu avec Francesco Patrizi.
François Patrizi (Sienne, 1266 - Sienne, 26 mai 1328) est un religieux servite italien reconnu bienheureux par l'Église catholique.

## Biographie
Il naît en 1266 à Sienne. Dès l'enfance, il manifeste une profonde dévotion envers la Vierge, en portant le scapulaire de Notre-Dame des sept Douleurs et en récitant chaque jour cinq cents Ave Maria. Ayant entendu une prédication d'Ambroise de Sienne, il veut se retirer dans la solitude, mais retarde son projet pour continuer à s'occuper de sa mère aveugle. C'est après la mort de celle-ci qu'il entre, à 22 ans, chez les servites de Marie ; il est ordonné prêtre trois ans plus tard. Il a un grand désir de recueillement et de vie contemplative mais pense qu'il sera plus utile comme prédicateur. Il est doué pour donner des conseils spirituels, mais aussi apaiser les différends et réconcilier les ennemis, secourir les pauvres ou soigner les malades.
Son hagiographie relate des phénomènes mystiques comme des apparitions de la Vierge ou des langues de feu qui se manifestent sur sa tête alors qu'il prêche. Ainsi, alors qu'il est en chemin pour une mission, il tombe de fatigue et la Vierge se montre à lui avec un bouquet de roses en lui annonçant sa mort prochaine qui arrive le 26 mai 1328. Plusieurs années après sa mort, un lys sort de sa bouche dont les pétales portent les mots Ave Maria en lettres d'or.

## Culte
Son corps repose dans la basilique San Clemente in Santa Maria dei Servi à Sienne, face à la châsse du bienheureux Joachim Piccolomini.
Son culte est confirmé le 11 septembre 1743 par le pape Benoît XIV et sa fête fixée le 26 mai.